# كورينا ليتشنر
كورينا ليتشنر (بالألمانية: Corinna Lechner)‏ هي دراجة ألمانية، ولدت في 10 أغسطس 1994 في فورستنفلدبروك في ألمانيا.

## وصلات خارجية
- كورينا ليتشنر على موقع الاتحاد الدولي للدراجات (الإنجليزية)
- كورينا ليتشنر على موقع أرشيف الدراجات (الإنجليزية)
- كورينا ليتشنر على موقع إحصائيات الدراجات الإحترافية (الإنجليزية)
- كورينا ليتشنر على موقع نسبة الدراجات (الإنجليزية)